# Мельманн, Иоганн Вильгельм Людовик
Иога́нн Вильге́льм Лю́двиг Ме́льманн (нем. Johann Wilhelm Ludwig Mellmann; 1765—1795) — ректор Московской университетской гимназии, профессор древней словесности Московского университета (1786—1795).

## Биография
Сын деревенского пастора. Учился три года в гимназии в Любеке, затем два года изучал богословие в Кильском университете и два года — древнюю классическую литературу в филологической семинарии Гёттингенского университета — под руководством выдающегося учёного-антиковеда профессора Х. Г. Гейне. Был удостоен степеней магистра словесных наук и доктора философии. 
По рекомендации Х. Г. Гейне через посредничество И. А. Гейма и Ф. Г. Баузе был приглашён в Императорский Московский университет на должность ректора университетской гимназии, которую принял по контракту с 11 (22) сентября 1786 года; X. Ф. Маттеи, занимавший место ректора гимназий, покинул Россию. Одновременно Мельман преподавал в гимназии латинский язык. 
С 1792 года И. Мельманн в должности экстраординарного профессора латинского и греческого языков стал читать лекции для студентов философского факультета Московского университета, на которых разбирал произведения Горация, Цицерона, Фукидида, давал практические упражнения для совершенствования в письме по латыни. 
Издал в Лейпциге «Комментарии к Овидию» на латинском языке (1786), а в Москве учебник и хрестоматию по латинскому языку (1789, 1791). Мельманна отличала разносторонняя эрудиция и педагогический талант; в отличие от многих приглашённых из-за границы профессоров Московского университета, он серьёзно изучал русский язык. Большинство известных его трудов посвящено педагогическим вопросам. 
Преподавание Мельманна в Московском университете трагически прервалось в начале 1795 года. Во время посещения митрополита Платона (Левшина), охотно принимавшего учёных гостей, Мельманн в разговоре с ним принялся отстаивать необходимость критического отношения к слову Божию, его проверки и оправдания разумом, а затем то же в присутствии куратора М. М. Хераcкова и профессоров университета, заявив, что «он долгом своим считает сообщать сие другим». Решением кураторов (31.1.1795) был обвинён в «хульных неких и оскорбительных мыслях против христианской религии» и отрешён от должности. Разбирательство по делу Мельманна продолжилось в Санкт-Петербурге и дошло до Тайной экспедиции, где, по слухам, он был подвергнут пыткам и «повредился рассудком». По распоряжению императрицы Екатерины II был выслан из России, «за реку Мамель». В состоянии «сильнейшей меланхолии и величайшей слабости» Мельманн застрелился на постоялом дворе в 10 милях от Кёнигсберга.